# Hamadryas arete
Hamadryas arete, chamada também de pororó-azul, é uma espécie de borboleta do gênero Hamadryas.

## Taxonomia
A espécie foi descrita em 1847 por Edward Doubleday.